# Press
"Press" é uma música escrita e gravada pela rapper estadunidense Cardi B, lançado como single em 31 de maio de 2019. O single foi produzido por Slade Da Monsta e Key Wane. Ele estreou e atingiu o número 16 na Billboard Hot 100 dos EUA.

## Promoção
Em dezembro de 2018, Cardi B postou um vídeo no Instagram de sua parte de rap da música. Mais tarde, ela disse que estava pronta para lançá-lo logo depois, mas decidiu lançar o videoclipe de "Money" primeiro. Em 27 de maio de 2019, Cardi B twittou que a "arte da capa oficial do single será lançada nesta sexta-feira, 5/31". Ela também compartilhou a arte da capa do single, que a apresenta escoltada para fora de uma sala do tribunal totalmente nua por um grupo de homens.

## Recepção crítica
"Press" recebeu críticas positivas da crítica, com muitos notando a evolução da atitude da rapper em relação à mídia nas letras de músicas anteriores, como "Bartier Cardi" e seu verso no single "Clout" do marido Offset; A NME chamou a música de "desafiadora", enquanto a Billboard a rotulou como "pressionando" em meio a "imprensa ruim, pessoas que odeiam seu trabalho e etc". Pitchfork elogiou Cardi "agora totalmente pronta para mirar qualquer inimigo", observando o desvio entre "reduções sem parar" e "se orgulha de seu dinheiro e capacidade sexual"; a revista também afirmou que o rapper "afiou suas habilidades de rap com um efeito mortal" na música.

## Vídeo musical
Cardi confirmou que o vídeo de "Press" seria lançado em junho de 2019 em seu Twitter. O vídeo foi lançado oficialmente em 26 de junho de 2019 em sua conta do YouTube. Desde então, o videoclipe recebeu mais de 40 milhões de visualizações no YouTube.

## Performance ao vivo
A primeira apresentação televisionada do "Press" foi quando Cardi B se apresentou ao vivo no BET Awards 2019, juntamente com uma apresentação de "Clout", com o marido Offset.

## Desempenho nas tabelas musicais

### Tabelas semanais
| Tabela musical (2018–19)               | Melhor posição |
| -------------------------------------- | -------------- |
| Alemanha (GfK Entertainment Charts)    | 14             |
| Austrália (ARIA Charts)                | 65             |
| Canadá (Canadian Hot 100)              | 37             |
| Escócia (OCC)                          | 74             |
| Estados Unidos (Billboard 100)         | 16             |
| Estados Unidos (Hot R&B/Hip-Hop Songs) | 6              |
| Estados Unidos (Rhythmic Top 40)       | 18             |
| Estados Unidos (Rolling Stone 100)     | 96             |
| França (SNEP)                          | 158            |
| Grécia (Greece Digital Songs)          | 15             |
| Hungria (Single Top 40)                | 6              |
| Irlanda (IRMA)                         | 38             |
| Lituânia (AGATA)                       | 34             |
| Nova Zelândia (Recorded Music NZ)      | 6              |
| Portugal (AFP)                         | 91             |
| Reino Unido (UK Singles Chart)         | 44             |
| Reino Unido (UK R&B Chart)             | 18             |
| Suécia (Sverigetopplistan)             | 12             |
| Suíça (Schweizer Hitparade)            | 97             |

| Tabela musical (2019)              | Posição |
| ---------------------------------- | ------- |
| Estados Unidos (R&B/Hip-Hop Songs) | 55      |

## Vendas e certificações
| Região                                                       | Certificação | Vendas     |
| ------------------------------------------------------------ | ------------ | ---------- |
| Estados Unidos (RIAA)                                        | Platina      | 1,000,000‡ |
| ‡vendas+valores de streaming baseados apenas na certificação |              |            |